# Baltisch voetbalkampioenschap 1928/29
In 1928/29 werd het zeventiende voetbalkampioenschap gespeeld dat georganiseerd werd door de Baltische voetbalbond. VfB Königsberg werd kampioen en plaatste zich voor de eindronde om de Duitse landstitel waar de club in de eerste ronde verloor van Breslauer SC 08. Titania Stettin mocht als vicekampioen ook aantreden en verloor in de eerste ronde van Tennis Borussia Berlin.

## Deelnemers aan de eindronde
| Club                  | Gekwalificeerd als            |
| --------------------- | ----------------------------- |
| SV Neufahrwasser 1919 | Kampioen van Danzig           |
| VfB Königsberg        | Kampioen van Oost-Pruisen     |
| Stettiner FC Titania  | Kampioen van Pommeren         |
| SpVgg Memel           | Vicekampioen van Oost-Pruisen |
| VfB Stettin           | Vicekampioen van Pommeren     |

## Eindstand
| Plaats | Club                 | Wed. | W | G | V | Saldo | Ptn. |
| ------ | -------------------- | ---- | - | - | - | ----- | ---- |
| 1.     | VfB Königsberg       | 6    | 4 | 0 | 2 | 22:5  | 8:4  |
| 2.     | Stettiner FC Titania | 6    | 4 | 0 | 2 | 11:11 | 8:4  |
| 3.     | SpVgg Memel          | 6    | 3 | 0 | 3 | 13:13 | 6:6  |
| 4.     | VfB Stettin          | 4    | 1 | 0 | 3 | 4:9   | 2:6  |
| 5.     | SV Neufahrwasser     | 4    | 1 | 0 | 3 | 5:17  | 2:6  |

|  | Finale |

## Finale
|             |                |       |                      |            |
| 2 juni 1929 | VfB Königsberg | 9 - 1 | Stettiner FC Titania | Königsberg |
| 2 juni 1929 |                |       |                      | Königsberg |